# Chimarra schiza
Chimarra schiza är en nattsländeart som beskrevs av Ross 1959. Chimarra schiza ingår i släktet Chimarra och familjen stengömmenattsländor. Inga underarter finns listade i Catalogue of Life.